# Bendisopis
Bendisopis é um gênero de traça pertencente à família Arctiidae.